# Vilne, raionul Kirovohrad, regiunea Kirovohrad
Vilne (în ucraineană Вільне) este o comună în raionul Kirovohrad, regiunea Kirovohrad, Ucraina, formată numai din satul de reședință.

## Demografie
Componența lingvistică a comunei Vilne
     Ucraineană (94,68%)
     Rusă (4,87%)
     Alte limbi (0,34%)
Conform recensământului din 2001, majoritatea populației comunei Vilne era vorbitoare de ucraineană (94,68%), existând în minoritate și vorbitori de rusă (4,87%).